# عزلة الجون (ريمة)

تعديل مصدري - تعديل

عزلة الجون هي إحدى عزل مديرية مزهر في محافظة ريمة اليمنية ويبلغ تعداد سكانها 3005 نسمة حسب التعداد السكاني في اليمن لعام 2004.

## روابط خارجية
- الجهاز المركزي للإحصاء بالجمهورية اليمنية
- المركز الوطني للمعلومات باليمن
- World Gazetteer:Yemen
- الدليل الشامل